# EVB VT 100
De VT 100 ook wel Alstom type Coradia LINT 41 genoemd is een dieselmechanisch motorrijtuig of treinstel, een zogenaamde light train met lagevloerdeel voor het regionaal personenvervoer van de Eisenbahnen und Verkehrsbetriebe Elbe-Weser GmbH (EVB).

## Geschiedenis
De LINT is ontworpen door fabrikant Linke-Hofmann-Busch (LHB) uit Salzgitter. Het acroniem LINT staat voor Leichter Innovativer Nahverkehrstriebwagen. De treinen vervangen oudere treinen.
De EVB is op 1 januari 1981 ontstaan door een fusie tussen de Bremervörde-Osterholzer Eisenbahn GmbH (BOE) en de Wilstedt-Zeven-Tostedter Eisenbahn GmbH (WZTE). In 1991 werd de bedrijfsvoering uitgevoerd van de Deutschen Bundesbahn de trajecten in de driehoek tussen Bremerhaven, Bremen en Hamburg en de rest van het traject Spoorlijn Hannover - Bremervörde, de Spoorlijn Bremerhaven-Wulsdorf - Buchholz en Moorexpress, tussen Hesedorf en Stade. In 1993 fuseerde de EVB met de Buxtehude-Harsefelder Eisenbahn. Voor de uitvoering van de treindienst worden 9 door de EVB treinen worden geleaset van de Landesnahverkehrsgesellschaft Niedersachsen mbH (LNVG).
De Nordseebahn (NB) is een samenwerking tussen de DB Regio AG en de Eisenbahnen und Verkehrsbetriebe Elbe-Weser GmbH (EVB). De Nordseebahn is van 14 december 2003 tot 11 december 2011 actief. Voor de uitvoering van deze treindienst door de Nordseebahn (NB) werden een aantal van deze treinen geleaset van de Landesnahverkehrsgesellschaft Niedersachsen mbH (LNVG). De treinen worden vanaf 11 december 2011 gebruikt bij de Verkehrsbetriebe Elbe-Weser GmbH (EVB).

## Constructie en techniek
Het treinstel is opgebouwd uit een aluminium frame met een frontdeel van GVK. Typerend aan dit treinstel is de toepassing van Scharfenbergkoppeling met een grote voorruit. De treinen werden geleverd als tweedelig dieseltreinstel met mechanische transmissie. De trein heeft een lagevloerdeel. Deze treinen kunnen tot drie stuks gecombineerd rijden. De treinen zijn uitgerust met luchtvering.

### Nummers
Deze treinstellen zijn als volgt genummerd:
| Lijst van de EVB |          |                                         |             |
| Nummer EVB       | Eigenaar | UIC nummer                              | Opmerkingen |
| VT 101           | LNVG     | 95 80 0648 171-6+95 80 0648 671-5 D-EVB |             |
| VT 102           | LNVG     | 95 80 0648 172-4+95 80 0648 672-3 D-EVB |             |
| VT 103           | LNVG     | 95 80 0648 173-2+95 80 0648 673-1 D-EVB |             |
| VT 104           | LNVG     | 95 80 0648 174-0+95 80 0648 674-9 D-EVB |             |
| VT 105           | LNVG     | 95 80 0648 175-7+95 80 0648 675-6 D-EVB |             |
| VT 106           | LNVG     | 95 80 0648 176-5+95 80 0648 676-4 D-EVB |             |
| VT 107           | LNVG     | 95 80 0648 177-3+95 80 0648 677-2 D-EVB |             |
| VT 108           | LNVG     | 95 80 0648 178-1+95 80 0648 678-0 D-EVB |             |
| VT 109           | LNVG     | 95 80 0648 179-9+95 80 0648 679-8 D-EVB |             |

## Treindiensten

### EVB
Deze treinen worden/werden sinds 1993 door de Eisenbahnen und Verkehrsbetriebe Elbe-Weser GmbH (EVB) ingezet op de volgende trajecten.
- Bremerhaven - Hamburg-Neugraben
- Bremervörde - Stade

### Nordseebahn
In opdracht van de Deutsche Bahn (DB) worden tussen 14 december 2003 en 11 december 2011 de treinen van de NordseeBahn (NB) ingezet op het traject
Bremerhaven - Cuxhaven